# Артур Шагінян
Артур Шагінян (вірм. Արթուր Շահինյան; нар. 8 січня 1987) — вірменський борець греко-римського стилю, бронзовий призер чемпіонату світу, дворазовий бронзовий призер чемпіонатів Європи.

## Життєпис
Боротьбою займається з 1998 року. Срібний (2007) та бронзовий (2005) призер чемпіонатів світу серед юніорів. Срібний призер чемпіонату Європи серед юніорів 2006 року. Увійшов до десятки найкращих спортсменів Вірменії 2013 року.

## Спортивні результати на міжнародних змаганнях

### Виступи на Чемпіонатах світу
| Змагання                        | Збірна   | Вагова категорія                 | Місце  |
| ------------------------------- | -------- | -------------------------------- | ------ |
| Чемпіонат світу з боротьби 2009 | Вірменія | греко-римська боротьба, до 84 кг | 19     |
| Чемпіонат світу з боротьби 2011 | Вірменія | греко-римська боротьба, до 84 кг | 30     |
| Чемпіонат світу з боротьби 2014 | Вірменія | греко-римська боротьба, до 85 кг | 31     |
| Чемпіонат світу з боротьби 2017 | Вірменія | греко-римська боротьба, до 85 кг | 11     |
| Чемпіонат світу з боротьби 2018 | Вірменія | греко-римська боротьба, до 87 кг | Бронза |

### Виступи на Чемпіонатах Європи
| Змагання                         | Збірна   | Вагова категорія                 | Місце  |
| -------------------------------- | -------- | -------------------------------- | ------ |
| Чемпіонат Європи з боротьби 2011 | Вірменія | греко-римська боротьба, до 84 кг | Бронза |
| Чемпіонат Європи з боротьби 2013 | Вірменія | греко-римська боротьба, до 84 кг | Бронза |
| Чемпіонат Європи з боротьби 2018 | Вірменія | греко-римська боротьба, до 87 кг | 7      |
| Чемпіонат Європи з боротьби 2019 | Вірменія | греко-римська боротьба, до 97 кг | 13     |

### Виступи на Кубках світу
| Змагання                    | Збірна   | Вагова категорія                 | Місце |
| --------------------------- | -------- | -------------------------------- | ----- |
| Кубок світу з боротьби 2009 | Вірменія | греко-римська боротьба, до 84 кг | 4     |

### Виступи на інших змаганнях
| Змагання                                                         | Збірна   | Вагова категорія                 | Місце  |
| ---------------------------------------------------------------- | -------- | -------------------------------- | ------ |
| Олімпійський кваліфікаційний турнір з боротьби 2008 (Роме-Остія) | Вірменія | греко-римська боротьба, до 84 кг | 10     |
| Золотий Гран-прі з боротьби 2010 (Тбілісі)                       | Вірменія | греко-римська боротьба, до 84 кг | 9      |
| Гран-прі Словенії з боротьби 2011                                | Вірменія | греко-римська боротьба, до 84 кг | Золото |
| Гран-прі Іспанії з боротьби 2011                                 | Вірменія | греко-римська боротьба, до 84 кг | Золото |
| Турнір Дана Колова — Николи Петрова 2012                         | Вірменія | греко-римська боротьба, до 84 кг | 19     |
| Олімпійський кваліфікаційний турнір з боротьби 2012 (Гельсінкі)  | Вірменія | греко-римська боротьба, до 84 кг | 7      |
| Тор Мастерс 2013                                                 | Вірменія | греко-римська боротьба, до 84 кг | Золото |
| Турнір Дана Колова — Николи Петрова 2014                         | Вірменія | греко-римська боротьба, до 85 кг | 5      |
| Trophee Milone 2014                                              | Вірменія | греко-римська боротьба, до 85 кг | Золото |
| Гран-прі Німеччини з боротьби 2014                               | Вірменія | греко-римська боротьба, до 85 кг | Золото |
| Турнір Дана Колова — Николи Петрова 2015                         | Вірменія | греко-римська боротьба, до 85 кг | 5      |
| Гран-прі Іспанії з боротьби 2015                                 | Вірменія | греко-римська боротьба, до 85 кг | Срібло |
| Турнір Дана Колова — Николи Петрова 2016                         | Вірменія | греко-римська боротьба, до 85 кг | Бронза |
| Клубний чемпіонат світу з боротьби 2016                          | Вірменія | команда                          | 5      |
| Київський Міжнародний турнір з боротьби 2017                     | Вірменія | греко-римська боротьба, до 98 кг | Срібло |
| Київський Міжнародний турнір з боротьби 2018                     | Вірменія | греко-римська боротьба, до 87 кг | Бронза |
| Турнір Г. Картозія і В. Балавадзе 2018                           | Вірменія | греко-римська боротьба, до 87 кг | 8      |
| Кубок Владислава Пітласинські 2018                               | Вірменія | греко-римська боротьба, до 97 кг | 7      |
| Henri Deglane Challenge 2019                                     | Вірменія | греко-римська боротьба, до 97 кг | Бронза |
| Турнір Дана Колова — Николи Петрова 2019                         | Вірменія | греко-римська боротьба, до 87 кг | 5      |

### Виступи на змаганнях молодших вікових груп
| Змагання                                       | Збірна   | Вагова категорія                 | Місце  |
| ---------------------------------------------- | -------- | -------------------------------- | ------ |
| Чемпіонат Європи з боротьби серед кадетів 2003 | Вірменія | греко-римська боротьба, до 76 кг | 4      |
| Чемпіонат Європи з боротьби серед кадетів 2004 | Вірменія | греко-римська боротьба, до 85 кг | 7      |
| Чемпіонат світу з боротьби серед юніорів 2005  | Вірменія | греко-римська боротьба, до 84 кг | Бронза |
| Чемпіонат Європи з боротьби серед юніорів 2006 | Вірменія | греко-римська боротьба, до 84 кг | Срібло |
| Чемпіонат світу з боротьби серед юніорів 2006  | Вірменія | греко-римська боротьба, до 84 кг | 13     |
| Чемпіонат Європи з боротьби серед юніорів 2007 | Вірменія | греко-римська боротьба, до 84 кг | 16     |
| Чемпіонат світу з боротьби серед юніорів 2007  | Вірменія | греко-римська боротьба, до 84 кг | Срібло |